# Agrostis triflora
Agrostis triflora é uma espécie de gramínea do gênero Agrostis, pertencente à família Poaceae.